# Morens (Baixa Ribagorça)
Morens és un llogaret situat a la vall de l'Isàvena, pertanyent al municipi de Beranui, dins l'antic terme de Calbera, a la Baixa Ribagorça, actualment dins de la província d'Osca. És situat en un coster, a l'esquerra del riu Isàvena, aigua avall de la confluència amb el barranc de Castrocit.

## Patrimoni
- Església romànica de segle xi amb grans transformacions en el XVI.[2][3]